# انقراض السينوماني-التوروني
انقراض السينوماني-التوروني ويعرف أيضا باسم حدث الحدود السينومانية-التورونية، وكذلك اسم حدث نقص الأكسجين المحيطي السنوماني-التوروني (واقعة نقص الأكسجين 2)، ويطلق عليه أيضا اسم حدث بوناريلي (بالإنجليزية: Bonarelli event)‏، كان أحد حدثين انقراض نقص الأكسجين في العصر الطباشيري. (الآخر هو حدث سلي المبكر، أو واقعة نقص الأكسجين 1a، في الأبتي.)
سيلبي وآخرون استنتجوا في عام 2009 أن (واقعة نقص الأكسجين 2) قد حدثت قبل حوالي 91.5 ± 8.6 مليون سنة مضت، بالرغم من التقديرات التي نشرت بواسطة مارك ليكي وآخرون معه عام (2002) بأنها حدثت قبل 93-94 مليون سنة مضت. تم تنقيح حدود السينوماني-التوروني في عام 2012 ليكون قبل 93.9 ± 0.15 مليون سنة مضت، حيث كان هناك اضطراب كبير في الكربون خلال هذه الفترة الزمنية. لكن، بصرف النظر عن اضطراب دورة الكربون، كانت هناك اضطرابات كبيرة في دورات الأكسجين والكبريت في المحيط.